# فرودگاه بوگولما
فرودگاه بوگولما  (به روسی: Аэропорт Бугульма) فرودگاهی عمومی واقع در بوگولما در کشور روسیه است که توسط JSC "Bugulma Air Enterprise" اداره می‌شود.

## شرکت‌های هواپیمایی و مقصدهای پروازی
| شرکت‌های هواپیمایی | مقصدهای پروازی                                |
| ----------------- | --------------------------------------------- |
| UVT Aero          | دوموده‌دوو، نیژنوارتوفسک، سوچی، پالکوو، سورگوت |